# 先天性障碍
先天性障礙（congenital disorder）又稱出生缺陷（birth defect）、先天缺陷（congenital defect），视情况有时称先天性疾病、先天畸形，是指發育中的胎兒因為遺傳性疾病或發育環境等因素導致某部位特徵、結構、功能的異常，導致在嬰兒出生時即有的病症，包括了身體、智能以及發展上的障礙。障礙程度可能輕微，也可能嚴重。先天性障碍可以分為二類：結構性缺陷是指身體器官或部位在外形或是結構上的缺陷，而功能性缺陷是指身體部位在功能上的缺陷。功能性缺陷包括代謝疾病及退行性疾病。有些先天性障碍則同時包括了結構性缺陷以及功能性缺陷二者。
先天性障碍可能是因為遺傳疾病、染色体畸变，或是懷孕時暴露在特定化學物質、服用特定藥物或是懷孕時感染。風險因子包括葉酸缺乏症、懷孕時飲酒或是吸煙、妊娠糖尿病控制不當、或是孕婦年齡超過35歲。許多先天性障碍可能是因為多種原因造成。先天性障碍可能是嬰兒出生時即可看出的，也有些是透過新生兒篩檢得知。許多的先天性障碍可以在懷孕時在產前診斷檢查出來。
根據動物實驗，發育中的胎兒所得到的營養取決於父母的進食，也有可能對胎兒出生以後長期影響到他的生活型態。也動物實驗也指出，父母的思維、生活作息也會影響到胎兒的發育過程，由實驗可知，父親如果整天酗酒、少吃蔬果類的食物、吸菸、吸毒品等不良行為，更容易讓胎兒造成基因突變而導致先天性障礙。
先天性障碍的處理方式因種類而有所不同，包括有治療、藥物、手術以及輔助技術。在2015年有9600萬人有先天性障碍 。在美國有3%的新生兒有先天性障碍 ，在1990年時全世界因先天性障碍死亡的人數有75.1萬人，到2015年降到62.8萬人。主要的死因有先天性心臟病（30.3萬人）及神经管缺陷（6.5萬人）。

## 部分先天性障碍的舉例

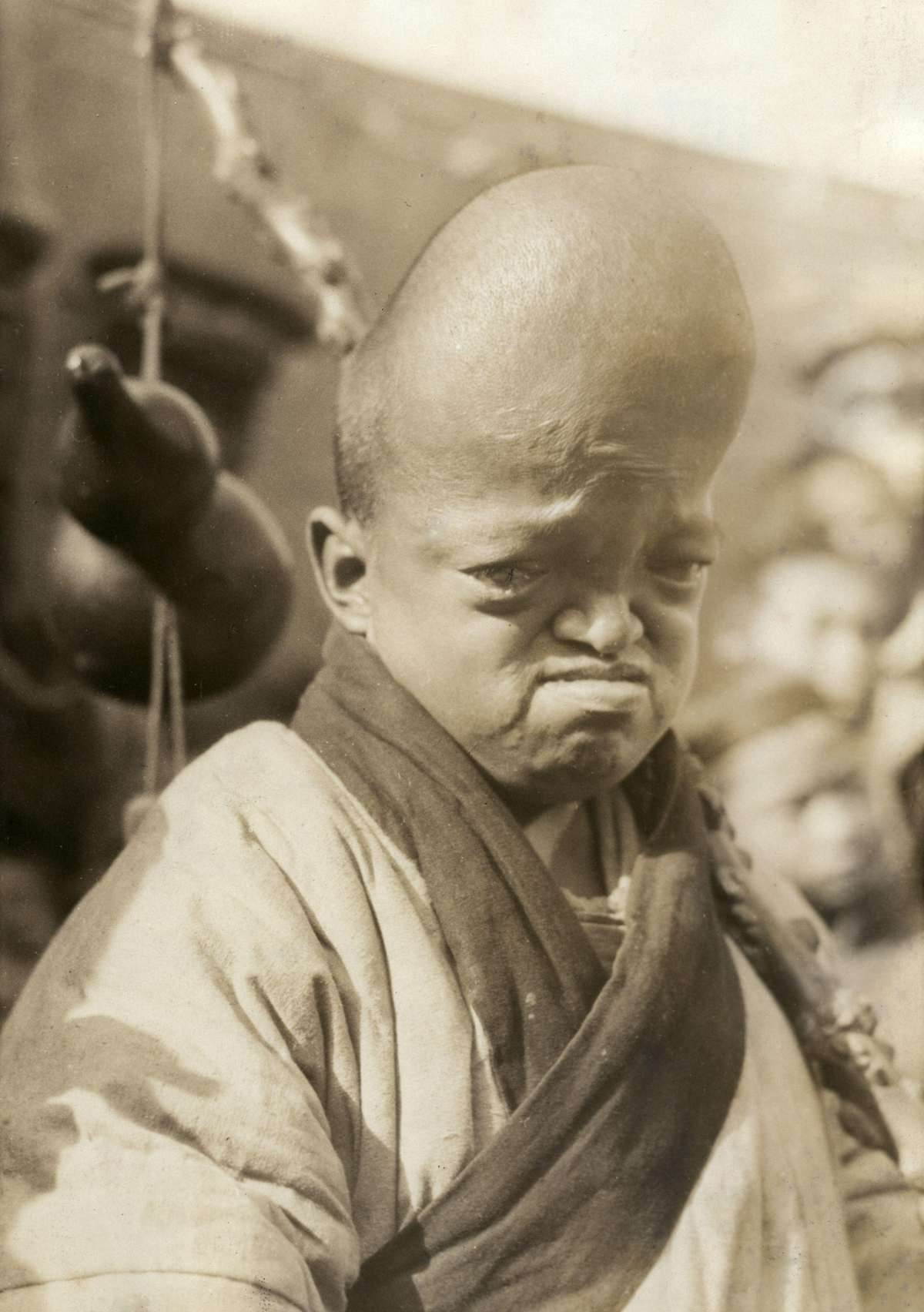
患有颅缝早闭的中国马戏团演员，1927 年

- 先天性水痘症候群：患者的皮膚常因色素沈著而黝黑。
- 先天性遗传多毛症：出生不久之後全身上下長滿了烏黑而堅硬的毛。
- 先天性橫膈疝氣：限制肺部生長。
- 地中海貧血：不能有效地製造紅血球，其帶氧能力亦不足。
- 根達綜合症：酵素或尿卟啉原Ⅲ共合成酶不足。
- 先天性腦積水：包圍著腦部與脊髓的腦脊液異常增加或累積，導致顱內壓異常增加的情形。
- 先天性碘缺乏症候群：嚴重阻礙身心發展。
- 胎兒酒精綜合症：母親在懷孕期間的酒精消耗量可能會引起各種先天性障礙的長期連續性：顱面畸形[21]、腦的損傷[22]、智能障礙[23]、心臟病、腎功能異常、骨骼異常、雙眼異常[24]等。在美國，受影響兒童的患病率估計至少有1%[25]，在加拿大也是如此。
- 苗勒管发育不全、先天性无子宫、先天性无阴道：妇科先天缺陷。

## 數據與分布圖

2004年每10萬人因為先天性異常而導致的失能調整生命年。
無資料
少於160
160-240
240-320
320-400
400-480
480-560
560-640
640-720
720-800
800-900
900-950
多於950

從1990年至2013年期間數據統計顯示：每年因先天性疾病導致死亡者從751,000人降至632,000人，其中先天性心臟疾病導致死亡的人數最多（323000人），其次是神經管異常（69000人）。

## 外部連結
- CDC’s National Center on Birth Defects and Developmental Disabilities